# Ney (instrumento musical)

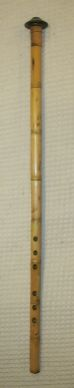
Um exemplar de ney turco.

Ney (também chamado nai, nye, nay) é um instrumento musical típico do Oriente Médio.  Originalmente surgiu no Egito antigo, onde era comum ver desenhos de pessoas tocando em tumbas. O termo ney em persa significa "cana", e é o material de que ele costuma ser feito. É um precursor da flauta moderna.